# ليلي روزا مينوكا هيل
ليلي روزا مينوكا هيل (30 أغسطس 1875 - 18 مارس 1952) كانت طبيبة أمريكية. رغم اعتبارها امرأة أمريكية من السكان الأصليين، لم تكن مينوكا مواطنة تابعة لقبيلة أمريكية أصلية. قيل لها أن والدتها كانت من قبيلة موهوك وكان والدها من الكويكرز (جمعية الأصدقاء الدينية). بصرف النظر عن عدم اليقين الذي يكتنف حياتها العائلية، استفادت من التعليم الذي قدمه لها والدها. تلقت مينوكا تعليمها في مدرسة داخلية تابعة للكويكرز في فيلادلفيا. التحقت بكلية الطب هناك وحصلت على شهادتها في عام 1899، وهو أمر نادر الحدوث بالنسبة للنساء في ذلك الوقت.
لمدة عقود، أدارت مينوكا-هيل عيادة في منزلها في محمية شعب أونيدا في ويسكونسن. توفي زوجها في عام 1916، تاركًا إياها معيلة الأسرة ومقدمة الرعاية لأطفالها ومشغلة المزرعة.
حصلت مينوكا-هيل على رخصة طبية من الولاية في ويسكونسن في عام 1934، وفي سنواتها الأخيرة، كُرمت لمساهماتها في الرعاية الطبية الريفية. في عام 1947، اعتمدتها أمة أونيدا في ويسكونسن عضوًا فخريًا، وهي الشخص الوحيد الذي كُرم على هذا النحو في القرن العشرين. أطلقوا عليها لقب «يو-دا-غنت»، ويعني «التي تحمل المعونة» أو «التي تخدم».

## حياتها المبكرة وتعليمها
وُلدت ليلي مينيتوغا، التي غيرت اسمها لاحقًا إلى مينوكا، في 30 أغسطس في نيوجيرسي. توفيت والدة مينوكا، التي كانت تحت رعاية الطبيب جوشوا ألين، في أثناء الولادة. بقي اسم والدتها، التي يُقال إنها امرأة من الموهوك، غير معروف. كان الدكتور ألين الأعزب والدها، لكنها لم تكن تعرف ذلك عندما كانت طفلة. كان جوشوا غيبونز ألين (1832-1903) طبيبًا من الكويكرز وطبيب توليد وخبيرًا في أمراض النساء تخرج من مدرسة الطب بجامعة بنسلفانيا عام 1856. كان الطبيب المسؤول في المستشفى الخيري في فيلادلفيا لمدة 23 عامًا.
عاشت مينوكا، التي لم تكن تابعة لأي قبيلة أمريكية أصلية، مع جدتها الموهوك من جانب والدتها والتي لم يُعرف اسمها، في أتلانتيك سيتي في نيوجيرسي، وكان الطبيب ألين من فيلادلفيا يزورها من حين لآخر.

## كلية الطب وبداية حياتها المهنية
قررت مينوكا أن تصبح ممرضة بعد تخرجها من المدرسة الثانوية، لكن والدها قال إنها يجب أن تصبح طبيبة بسبب التعليم الذي تلقته وما دفعه من نفقات ذلك التعليم. التحقت مينوكا بكلية الطب النسائية في بنسيلفانيا (وهي الآن جزء من جامعة دركسل). حصلت على شهادتها في عام 1899. كانت مينوكا ثاني امرأة أمريكية من السكان الأصليين في الولايات المتحدة تحصل على شهادة في الطب، بعد سوزان لا فليش بيكوت (من قبيلة أوماها).
بعد أن تخرجت هي وصديقتها فرانسيس تايسون، أسستا عيادة خاصة للمرضى المتنقلين. قدمت مينوكا الرعاية الطبية للطلاب الأمريكيين الأصليين في مدرسة معهد لينكولن الداخلية. كونت مينوكا صداقات مع الطلاب هناك، مثل آنا هيل، وهي طالبة من الأونيدا في معهد لينكولن من ويسكونسن. عرّفت آنا مينوكا على أخيها تشارلز أبراهام هيل. أكملت مينوكا تدريبها في المستشفى العام للنساء في عام 1900. عالجت النساء الفقيرات في عيادة النساء.
توفي والدها في سبتمبر 1903، ولكن، ليس قبل أن يعلن أن مينوكا هي ابنته في إشعار صحفي. ترك لها ممتلكاته التي قٌدرت قيمتها بنحو 50,000 دولار أمريكي (ما يعادل 1,695,556 دولار أمريكي في عام 2023) في شكل صندوق استئماني. شعرت بعدم الأمان، فشاركت تشارلز هيل المعلومات حول والدها ووالدتها ومولدها، ما جعلهما يتقربان من بعضهما.